# (300227) 2006 XA52
(300227) 2006 XA52 es un asteroide perteneciente al cinturón de asteroides, región del sistema solar que se encuentra entre las órbitas de Marte y Júpiter, descubierto el 14 de diciembre de 2006 por el equipo del Lincoln Near-Earth Asteroid Research desde el Laboratorio Lincoln, Socorro, Nuevo México, Estados Unidos.

## Designación y nombre
Designado provisionalmente como 2006 XA52.

## Características orbitales
2006 XA52 está situado a una distancia media del Sol de 3,130 ua, pudiendo alejarse hasta 3,715 ua y acercarse hasta 2,546 ua. Su excentricidad es 0,186 y la inclinación orbital 18,95 grados. Emplea 2023,37 días en completar una órbita alrededor del Sol.

## Características físicas
La magnitud absoluta de 2006 XA52 es 15,1. 